# Burgruine Hohenburg (Homburg)
Die Burgruine Hohenburg, auch Burg Homburg oder Festung Hohenburg genannt, ist eine Höhenburg bei Homburg im Saarpfalz-Kreis im Saarland. Sie steht auf dem 324,6 m ü. NHN hohen Schlossberg über den Schlossberghöhlen.

## Geschichte
Vom 12. bis zum 15. Jahrhundert war die Hohenburg Sitz der Grafen von Homburg. Diese erhielten 1330 von Ludwig dem Bayern für ihre Ortschaft am Fuße des Schlossbergs die Stadtrechte. Nach dem Tod des letzten Grafen von Homburg im Jahre 1449 fielen Burg und Stadt an die Grafen von Nassau-Saarbrücken. Diese bauten die Burg in der zweiten Hälfte des 16. Jahrhunderts in ein Renaissanceschloss um und anschließend zu einer Festung aus.
1679 wurde die Burg vom Französischen König Ludwig XIV. erobert. Dieser ließ die Festung in der Reunionszeit durch seinen Festungsbaumeister Sébastien Le Prestre de Vauban erweitern und die Stadt befestigen. Die Grundstruktur der Homburger Altstadt stammt aus dieser Zeit. Die Festungsanlagen wurden erstmals 1697 und endgültig 1714 geschleift. 1755 fiel die Ruine an das Herzogtum Pfalz-Zweibrücken und diente danach als Steinbruch für den Bau von Schloss Karlsberg. Ab 1981 wurde die Anlage freigelegt und teilweise restauriert.

## Beschreibung

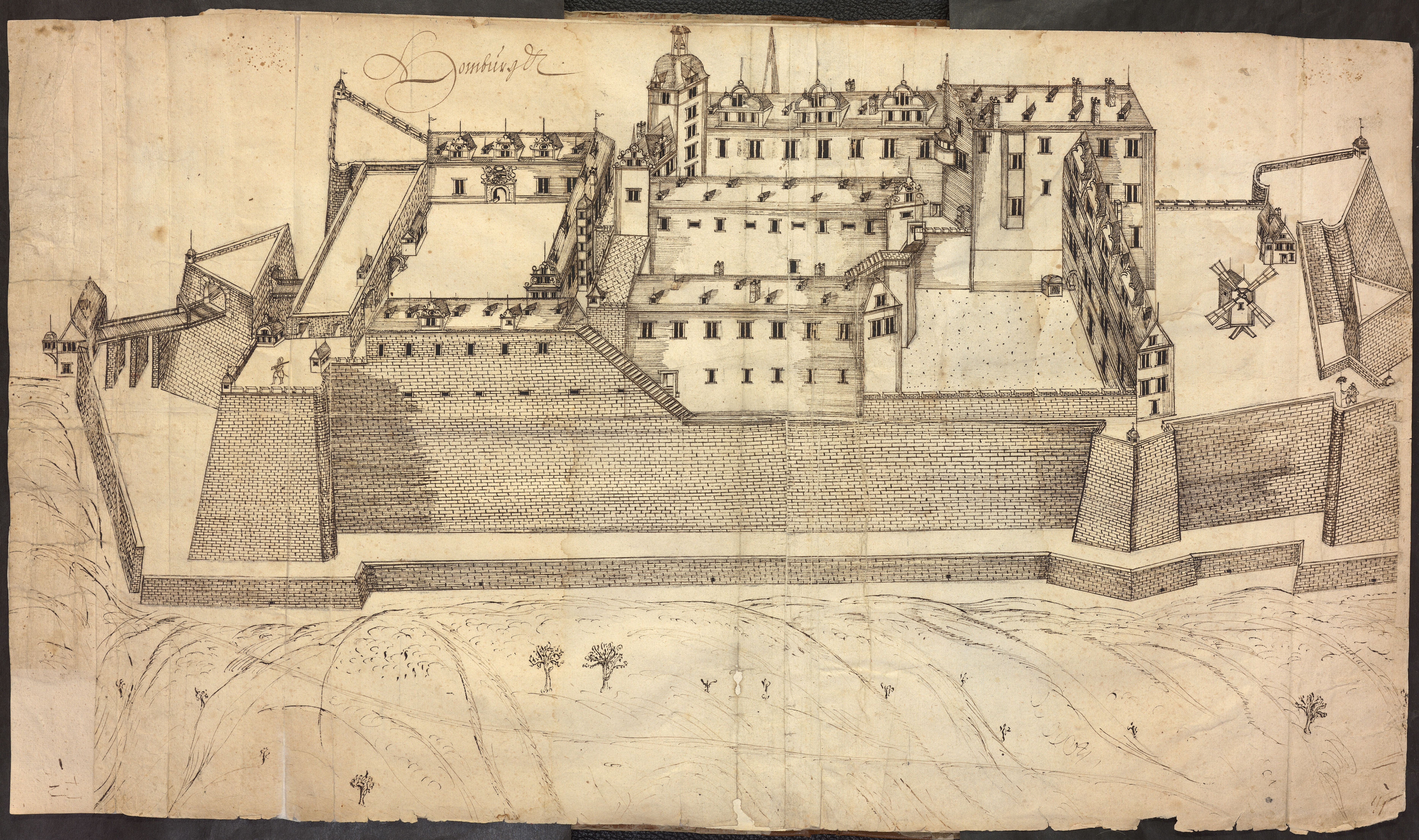
Jost Hoer: Die Homburg nach dem Umbau zum Renaissanceschloss (Zeichnung von 1617)

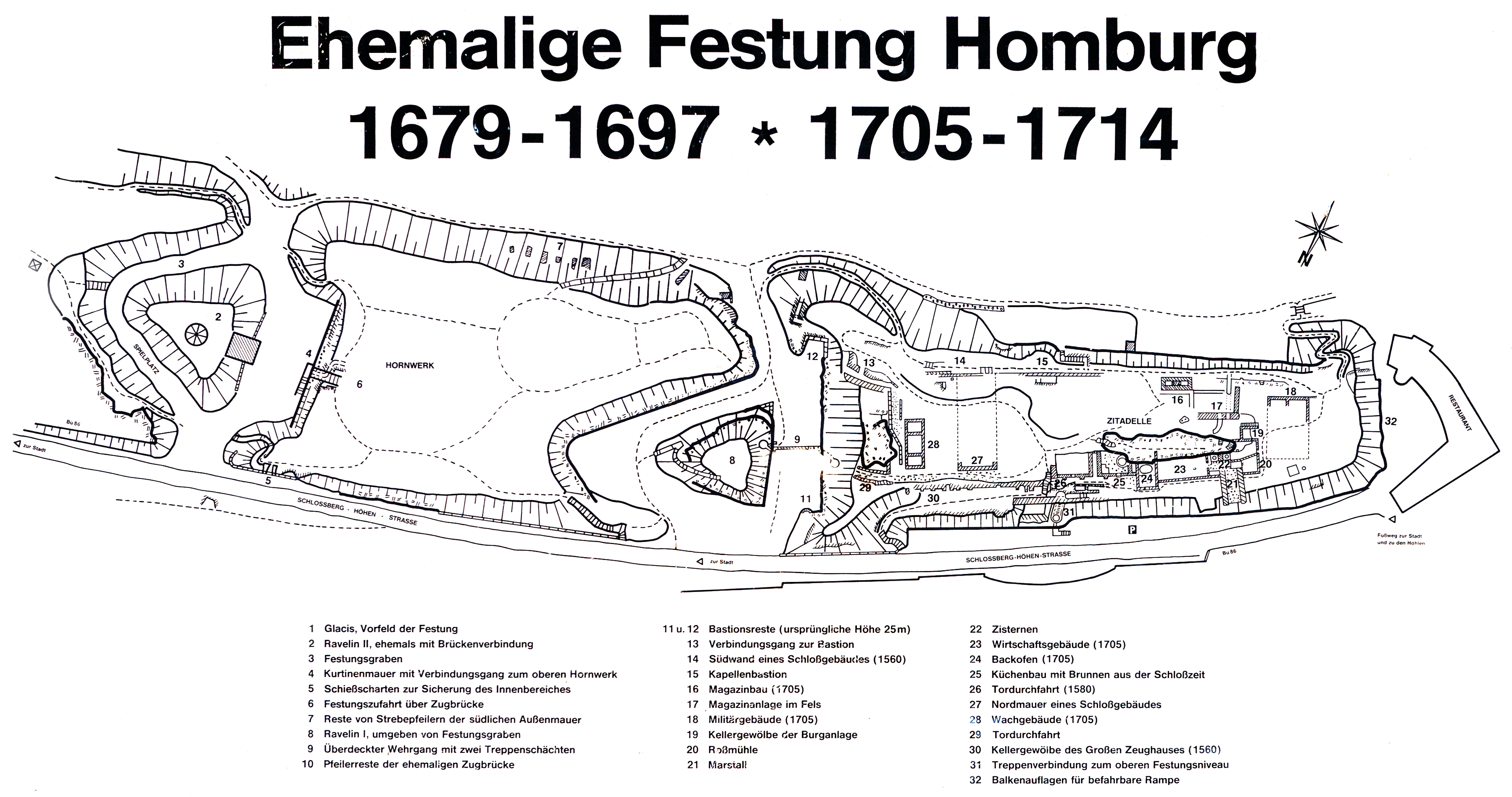
Grundriss der Festung Homburg

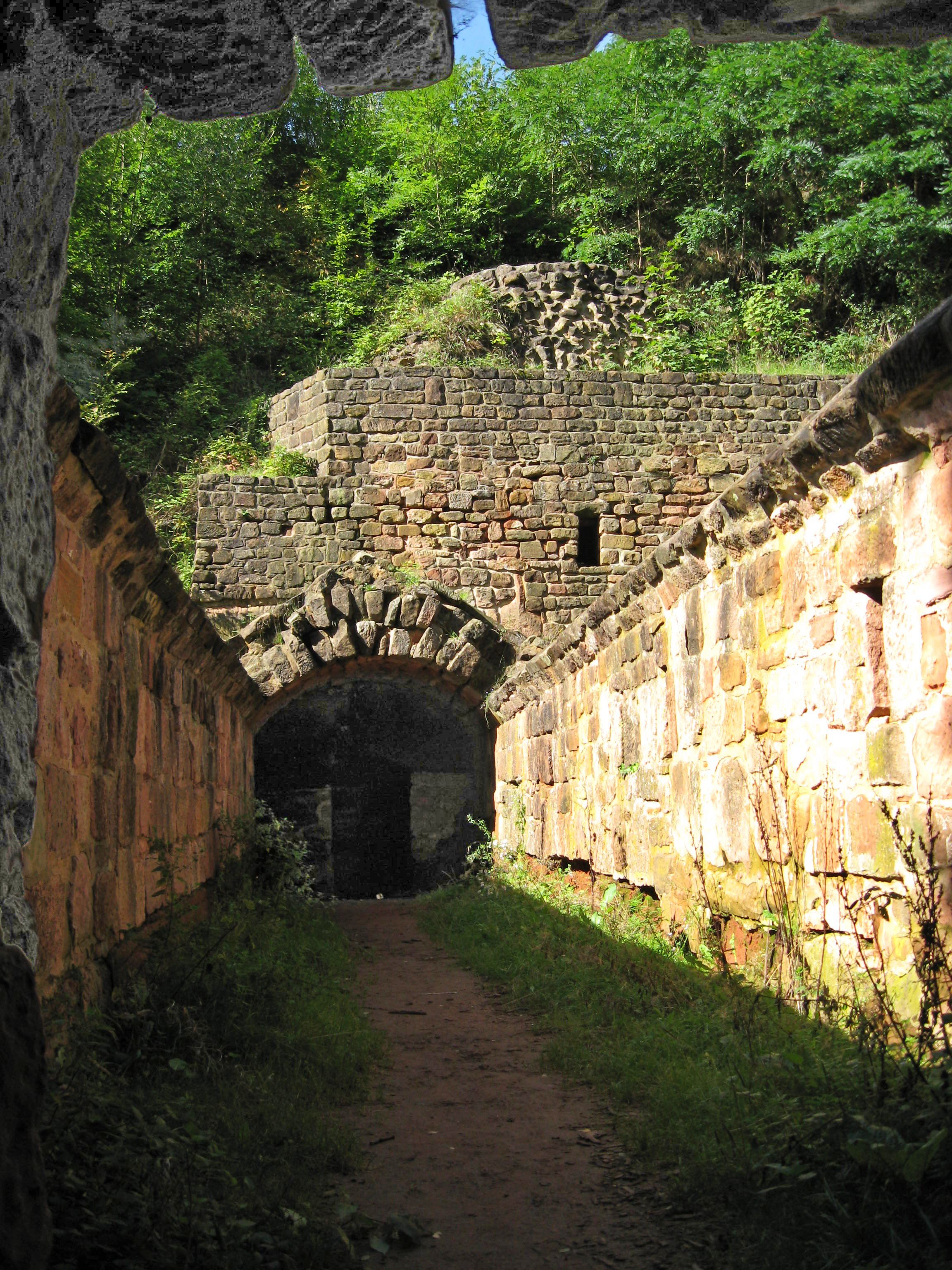
Der Ravelin

Die mittelalterliche Burg war um eine Felsbarre, den Großen Teller, angeordnet. Aufgrund einer Beschreibung von 1347 kann eine Oberburg mit Wohngebäuden sowie eine Unterburg mit Wirtschaftsbauten angenommen werden. Ebenso muss es eine Kapelle gegeben haben.
Aus einem Vertrag aus dem Jahr 1453 geht hervor, dass eine Küche samt Schornstein aus Backsteinen, ein Zwinger, ein Marstall und ein Wirtshaus vorhanden war.
Nach Stefan Ulrich scheint die Burg im späten 15. Jahrhundert noch weitgehend in ihrer mittelalterlichen Form erhalten gewesen zu sein: „Eine Oberburg mit Gebäuden um einen Hof auf dem Großen Teller, eine Unterburg mit Wirtschaftsgebäuden und einem Marstall darunter, mindestens ein Turm sowie eine Zwingermauer unbekannter Ausdehnung.“
1559 wird von einem Neuen Bau, auch Neue Kanzlei genannt, einem Marstall, einer Mauer samt Zinnen, einer Schreinerei, von einer Pforte samt neuem Pfortstübchen und von einem Amtshaus berichtet. In einer Grundrissskizze der Burg aus dieser Zeit sind sechs unterschiedliche große Bastionen und ein Ravelin im Osten, der den Zugang zur Burg ermöglichte, zu sehen. Namentlich genannt werden in der Skizze im vorderen Hof ein altes Zeughaus, ein Neubau, ein großes Zeughaus und ein Wall. In der Kernburg finden sich eine Kirche, ein Saalbau, eine Rossmühle und eine Marketenderei. Dazu ein weiteres Zeughaus und eine Krautmühle.
Ab der Mitte des 16. Jahrhunderts – unter Graf Johann IV. von Nassau-Saarbrücken oder unter seinem Nachfolger Graf Albrecht – wurde die Burg nach Osten erweitert und zu einem Renaissanceschloss umgebaut. Diese Arbeiten waren bis 1588 weitgehend abgeschlossen. Eine Skizze von Jost Hoer von 1617 zeigt die Homburg nach den Erweiterungen zum Renaissanceschloss. Demnach besaß sie sechs Bastionen, jeweils mit einem Scharwachturm, einen Ravelin im Westen und einen im Osten mit dem Zugang zur Festung über eine hölzerne Brücke auf einem Wall, auf dem Kanonen abgestellt werden konnten, im vorderen Hof ein Zeughaus mit aufwändigem Portal, drei Zwerchhäusern und Gauben, ein großes Zeughaus mit Satteldach sowie ein weiteres Gebäude mit kunstvoll geschweiftem Giebel und rundbogigem Portal; im unteren Hof befand sich ein Torbau, drei parallele Bauten und ein dreigeschossiger Saalbau mit Satteldach und vier Zwerchhäusern, dazu ein kleines Häuschen, in dem eine Filterzisterne untergebracht war. Im Westen befand sich eine Windmühle und ein weiteres Zeughaus.
Bei der Übernahme der Burg durch die Franzosen (1679) war sie völlig heruntergekommen. Unter Festungsbaumeister Sébastien de Vauban wurde sie zu einer modernen Festung ausgebaut und um mehr als das Doppelte vergrößert. Spätestens in dieser Zeit, als die Burg „Hombourg-la-Forteresse“ genannt wurde, ist auch das ausgedehnte System der Schlossberghöhlen zu Lager- und Fluchtzwecken entstanden.
Die heute noch erhaltenen Relikte stammen überwiegend aus der Zeit der französischen Erweiterungen. Das riesige Areal des Burggeländes misst etwa 230 m in der Länge und 50–70 m in der Breite. Zu entdecken sind noch die Grundmauern, Gänge, einige Mauerteile, Wall und Graben, der Brunnen, Treppen und einige Kasematten. Auch die Pfeiler der ehemaligen Zugbrücke sind heute noch zu erkennen.

## Grafen von Homburg

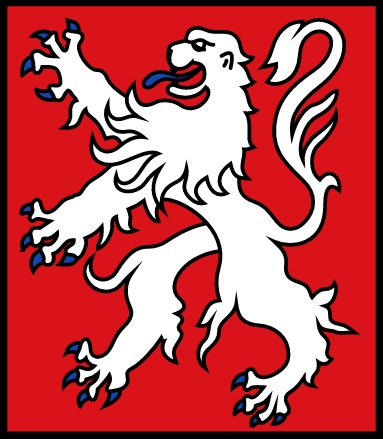
Der silberne Löwe aus dem Wappen der Grafen von Homburg

Die Grafen von Homburg gehen zurück auf Graf Dietrich von Hüneburg (ca. 1106–vor 1159), Sohn des Grafen Gottfried I. von Blieskastel (um 1087–1128) (aus einer Seitenlinie der Grafen von Metz-Lunéville stammend), der um 1120 die ca. 2,5 km südöstlich gelegene Merburg erbte und den Herrschaftssitz auf den Schlossberg verlegte und die Homburg bauen oder ausbauen ließ. Sein jüngster Sohn wird 1146 einerseits Theodericus comes de Homburc – Dietrich, Graf von Homburg, andererseits 1159 Theodericus comes de Merborc – Dietrich, Graf von Merburg, genannt.
- Dietrich, Graf von Homburg († um 1182); Sohn des Grafen Dietrich von Hüneburg[17]
- Friedrich, Graf von Homburg († um 1219); Sohn von Dietrich[18]
- Dietrich [II.], Graf von Homburg; Sohn von Friedrich; er soll 1226 noch gelebt haben.[19]
- Friedrich [II.], Graf von Homburg († um 1251 oder 1266), Graf Friedrich der Junge genannt; Sohn von Dietrich [II.]; ⚭ Jutta (auch Ida genannt)[20]
- Friedrich [III.], Graf von Homburg († nach 1268); Sohn von Friedrich [II.][18]
  - Ludwig, Graf von Homburg († 1300); Sohn von Friedrich [III.][21]
  - Philipp, Graf von Homburg († um 1285); Sohn von Friedrich [III.]; ⚭ Margaretha von Ochsenstein[22]
    - Konrad, Graf von Homburg († 1339 oder 1343); Sohn von Philipp;[23] ⚭ Mechtild von Fels († um 1360), die nach Konrads Tod Reinhold von Saarbrücken heiratete. Während der Herrschaft Konrads erhält Homburg die Stadtrechte.
    - Friedrich [IV.], Graf von Homburg († nach 1357); Sohn von Philipp[24] oder von Ludwig;[18] ⚭ Irmengart von Fels; die Hälfte der Burg ist im Besitz seines Neffen, Arnold, Graf von Homburg.[25]
- Arnold, Graf von Homburg und Herr von Fels († vor 1403); Sohn von Konrad; ⚭ Jeanette; seine Schwestern Jutta von Homburg (* 1315/1320 † um 1380; ⚭ Wynemar von Gymmenich) und Katharina von Homburg († 24. Dezember 1388; ⚭ Antelmann von Scharfenstein, gen. von Grasewege) werden 1363 als Miteigentümer der Burg genannt.[26]
- Johann, Graf von Homburg, Herr von Fels († 1449); Sohn von Arnold; ⚭ Irmgart von Scharfeneck;[27] starb 1449 als letzter Graf von Homburg ohne männliche Nachkommen.[28]

Nach dem Tod von Graf Johann von Homburg ging die Herrschaft an Graf Johann III. von Nassau-Saarbrücken über.

## Trivia

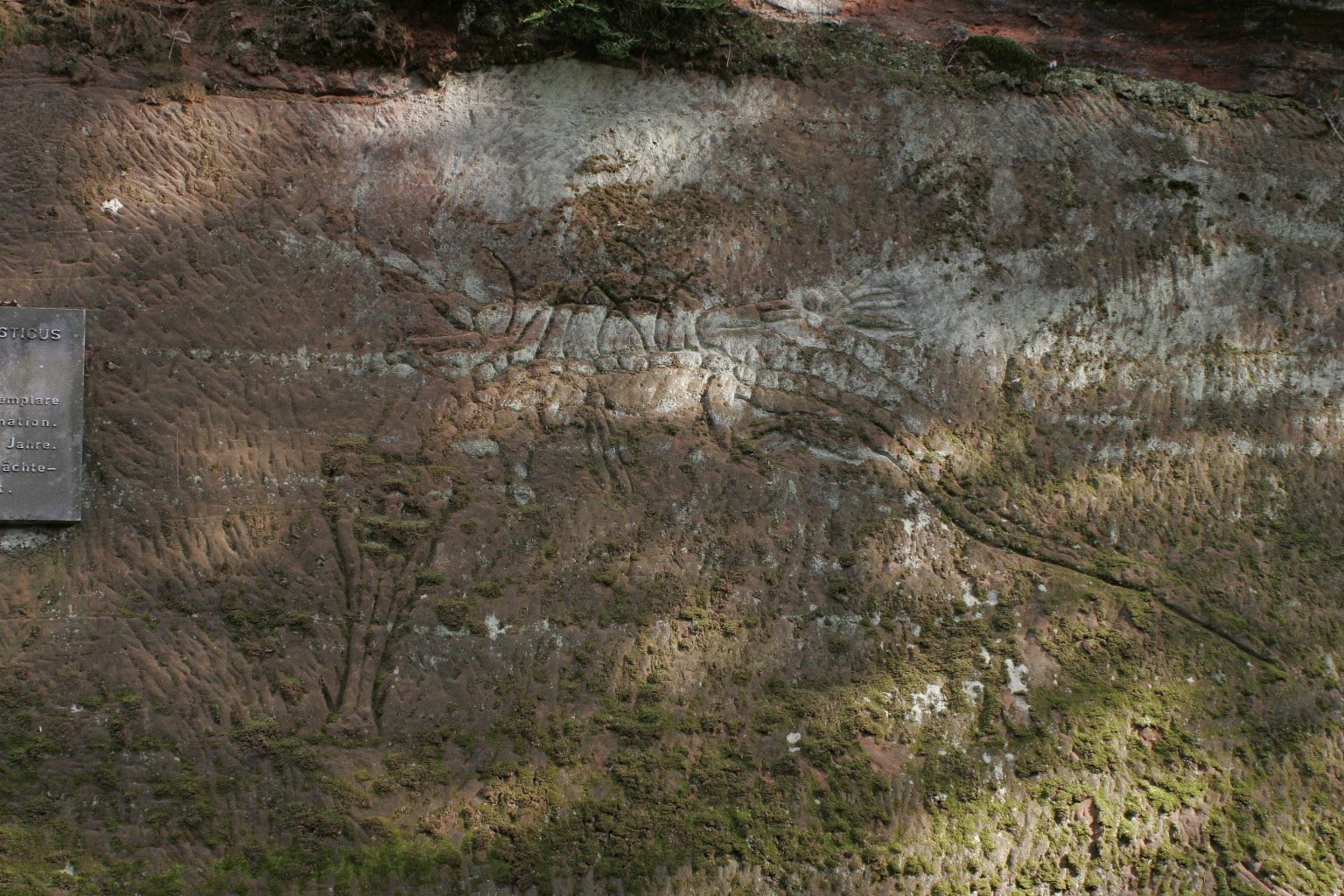
Ichtyosaurus fantasticus homburgensis

Auf dem Burggelände findet sich auch eines der besterhaltenen Exemplare der Homburger Trias-Formation, das im Mai 1968 in nächtelanger Arbeit freigelegt wurde und dessen Alter auf ca. 230–260 Millionen Jahre geschätzt wird: Ein Ichtyosaurus fantasticus homburgensis.